# Куяти
Куяти (пол. Kujaty) — село в Польщі, у гміні Сераковиці Картузького повіту Поморського воєводства.
У 1975-1998 роках село належало до Гданського воєводства.